# الدوري البحريني الممتاز 2022-23
الدوري البحريني الممتاز 2022-2023 المعروف أيضا باسم دوري ناصر بن حمد الممتاز 2022-2023 هو النسخة السادسة والستون من الدوري البحريني الممتاز وهو أعلى دوري كرة قدم في البحرين منذ 1956.
بدأ الرفاع كحامل للقب في الموسمين الماضيين. الشباب والبحرين وسترة صعدوا من الدرجة الثانية.

## الفرق
شارك في هذه البطولة اثنا عشر فريق منها تسعة فرق من الموسم الماضي الذين احتلوا المراكز من الأول إلى التاسع وهم (حسب ترتيب الموسم الماضي) الرفاع، المنامة، الخالدية، المحرق، الحالة، الرفاع الشرقي، الأهلي، البديع، الحد بالإضافة إلى ثلاث فرق التي احتلت المراكز الأول والثاني والثالث في دوري الدرجة الثانية في الموسم السابق وهم الشباب والبحرين وسترة اللذين حلوا مكان الهابط النجمة.
على مستوى المحافظات فإن محافظة المحرق يمثلها أربعة فرق وهي المحرق والحالة والحد والبحرين ويمثل محافظة العاصمة أربعة فرق وهي المنامة والأهلي والشباب وسترة ويمثل المحافظة الجنوبية ثلاث فرق وهي الرفاع والخالدية والرفاع الشرقي ويمثل المحافظة الشمالية فريق واحد وهو البديع.

### الملاعب
| الملعب                    | المدينة    | المحافظة | السعة  |
| ------------------------- | ---------- | -------- | ------ |
| ستاد البحرين الوطني       | الرفاع     | الجنوبية | 35٬000 |
| ملعب مدينة خليفة الرياضية | مدينة عيسى | الجنوبية | 20٬000 |
| ستاد المحرق               | عراد       | المحرق   | 10٬000 |
| ملعب الأهلي               | بوغزال     | العاصمة  | 10٬000 |
| ملعب مدينة حمد            | مدينة حمد  | الشمالية | 800    |

## المدربون والرعاة
| الفريق        | المدرب                                                                                   | الكابتن            | صانع القميص | راعي اللباس                   |
| ------------- | ---------------------------------------------------------------------------------------- | ------------------ | ----------- | ----------------------------- |
| الرفاع        | علي عاشور (1-5) سيد محمود جلال (6-9) ماريو روزاس (10-)                                   | كميل الأسود        |             |                               |
| المنامة       | هيثم جطل                                                                                 | أحمد موسى          |             |                               |
| الخالدية      | برونو ميغيل (الجولة 1) هشام الماحوزي (الجولة 2-6) داليبور ستاركيفيتش (الجولة 7-)         | إسماعيل عبد اللطيف |             | شركة الساية                   |
| المحرق        | عيسى السعدون (1-12) ناصيف البياوي (13-)                                                  | سيد محمد جعفر      |             | دي إتش إل إكسبريس             |
| الحالة        | محمد عبد السميع (1-21) ياسر رضوان (22-)                                                  | علي عدنان          |             |                               |
| الرفاع الشرقي | غسان معتوق (فترة الإعداد) فلورين موتروك (الجولة 1-12) إبراهيم حلمي (الجولة 13-)          | ليث هاشم           |             |                               |
| الأهلي        | علي صنقور                                                                                |                    |             | تويوتا                        |
| البديع        | محمد عدنان (1-4) محمد عبد الغني (5) يوسف أحمد (6) صابر عبد اللاوي (7-15) صديق زويد (16-) | أحمد الدوسري       |             | شركة المستقبل لتأجير السيارات |
| الحد          | محمد الشملان                                                                             | طلال الشروقي       |             | مجموعة جي إف إتش المالية      |
| الشباب        | إبراهيم حلمي (1-12) هشام الماحوزي (الجولة 13-)                                           |                    |             |                               |
| البحرين       | محمد عبد الجواد (1-3) أحمد الدخيل (4-)                                                   |                    |             |                               |
| سترة          | مرجان عيد                                                                                | محمد عيسى          |             |                               |

## تغييرات المدربين
| الفريق        | المدرب الراحل   | طريقة الرحيل            | تاريخ الرحيل   | المركز           | المدرب القادم      | تاريخ التعيين  |
| ------------- | --------------- | ----------------------- | -------------- | ---------------- | ------------------ | -------------- |
| البحرين       | رشيد الغفلاوي   | انتهاء العقد            | 31 مايو 2022   | قبل بداية الموسم | محمد عبد الجواد    | 26 يونيو 2022  |
| الرفاع الشرقي | فلورين موتروك   | انتهاء العقد            | 31 مايو 2022   | قبل بداية الموسم | غسان معتوق         | 10 يونيو 2022  |
| الخالدية      | دراغان تالاييتش | انتهاء العقد            | 31 مايو 2022   | قبل بداية الموسم | برونو ميغيل        | 4 أغسطس 2022   |
| الحالة        | عارف العسمي     | انتهاء العقد            | 31 مايو 2022   | قبل بداية الموسم | محمد عبد السميع    | 20 يونيو 2022  |
| الرفاع الشرقي | غسان معتوق      | إقالة                   | 23 أغسطس 2022  | قبل بداية الموسم | فلورين موتروك      | 23 أغسطس 2022  |
| الخالدية      | برونو ميغيل     | إقالة                   | 28 سبتمبر 2022 | 10               | هشام الماحوزي      | 28 سبتمبر 2022 |
| البحرين       | محمد عبد الجواد | استقالة                 | 1 نوفمبر 2022  | 12               | أحمد الدخيل        | 3 نوفمبر 2022  |
| البديع        | محمد عدنان      | إقالة                   | 25 نوفمبر 2022 | 12               | محمد عبد الغني     | 26 نوفمبر 2022 |
| الرفاع        | علي عاشور       | فسخ العقد بالتراضي      | 4 ديسمبر 2022  | 2                | سيد محمود جلال     | 5 ديسمبر 2022  |
| البديع        | محمد عبد الغني  | استقالة                 | 5 ديسمبر 2022  | 12               | يوسف أحمد          | 5 ديسمبر 2022  |
| البديع        | يوسف أحمد       | مؤقت                    | 8 ديسمبر 2022  | 12               | صابر عبد اللاوي    | 10 ديسمبر 2022 |
| الخالدية      | هشام الماحوزي   | مؤقت                    | 11 ديسمبر 2022 | 3                | داليبور ستاركيفيتش | 11 ديسمبر 2022 |
| الرفاع        | سيد محمود جلال  | مؤقت                    | 5 يناير 2023   | 3                | ماريو روزاس        | 5 يناير 2023   |
| الرفاع الشرقي | فلورين موتروك   | إقالة                   | 9 فبراير 2023  | 9                | إبراهيم حلمي       | 11 فبراير 2023 |
| الشباب        | إبراهيم حلمي    | فسخ العقد من قبل المدرب | 11 فبراير 2023 | 11               | هشام الماحوزي      | 13 فبراير 2023 |
| المحرق        | عيسى السعدون    | استقالة                 | 11 فبراير 2023 | 2                | ناصيف البياوي      | 15 فبراير 2023 |
| البديع        | صابر عبد اللاوي | إقالة                   | 15 مارس 2023   | 12               | صديق زويد          | 16 مارس 2023   |
| الحالة        | محمد عبد السميع | إقالة                   | 5 مايو 2023    | 10               | ياسر رضوان         | 11 مايو 2023   |

## اللاعبون الأجانب
| الفريق        | الأجنبي 1         | الأجنبي 2       | الأجنبي 3       | الأجنبي 4         | أجنبي مقيم | سابقون                                                             |
| ------------- | ----------------- | --------------- | --------------- | ----------------- | --- | ------------------------------------------------------------------ |
| الرفاع        | لازار دجوردجيفيتش | أمين الشناينة   | أرتيوم سيرديوك  | ماورو برافو       | ياسين كريم | وليد درارجة مؤيد العجان عمر المالكي جاسم الحمدوني                  |
| المنامة       | محمد الحلاق       | محمد المرمور    | أحمد عمار       | كامل كواية        | | معتصم إسكندر                                                       |
| الخالدية      | زاهر الأغبري      | سامي فريوي      | أيمن الحرزي     | محمد عنز          | لويز فرناندو دومينيك مندي باكاري كوليبالي                                                                              | برينس أغريه رافاييل أسيس غيلمين ريفاس                              |
| المحرق        | فيكتور أربوليدا   | ماريو فونتانيلا | هشام العقبي     |                   | موزيس أتيدي إبراهيم الوالي سفيان لاميلا مازن نسيب إبراهيم محمد فارس محفوظ حسن محمد                                     | ثابانغ سيسيني نبيل زياني فراز كمال فابيو غاما هشام نقاش            |
| الحالة        | بابا ديوب         | ألان إينغا      | ايبواه          | أمارا باغايوكو    | |                                                                    |
| الرفاع الشرقي | برينس أغريه       | أوغينيي أونازي  | مؤيد العجان     | صالح راتب         | علي ناصر | سوني جين سينيسا ستانيسافيتش أغوينالدو ستانيسا مانديتش لويز فرناندو |
| الأهلي        | مارسيلو أوغوستو   | إيغور           | فينيسيوس فارغاس | زكرياء الإسماعيلي | نواف عبد الله ماركولينو                                                                                                | أرتيوم سيرديوك                                                     |
| البديع        | ريكاردو فيرزا     | موريلو          | الطيب بن زيتون  | أحمد طنوس         | أوغوست مالو عثمان ساكي فريدريك أتشيمبونغ سيدو باري                                                                     | والتر غيماريش أيلتون جونيور                                        |
| الحد          | محمد فارس         | ياكوبو أبو بكر  | يسري العرفاوي   | طلال الحواري      | إبراهيم الزوري تياغو أوغوستو عبد الفتاح بشير عصام سميري                                                                | أولوواشينا عزيز فادي زيدان                                         |
| الشباب        | إيباكيليكي هولريش | فرانسيس إيميكا  | هيرفي إيلام     | فارس غطاشة        | أحمد كوري محمد فال | إيمانويل أونيكا                                                    |
| البحرين       | جونينيو           | تياغو هنريكي    | جاير فينيسيوس   | مايكل دارلين      | ضياء الدين بن يحيى سموأل السر جويل فينيسيوس محمد شريف حمزة صنهاجي                                                      |                                                                    |
| سترة          | غوستافو           | بارفو           | خوسيه ساردون    | إلدار حسنوفيتش    | رحيمي محمدو درامي مصطفى عبد الرزاق يعقوب مشعل العنزي بدر بشير محمد الضو تيديان با حمزة الهمامي عثمان الحاج سيدينا دابو |                                                                    |

## الانتقالات
- الانتقالات الصيفية 2022
- الانتقالات الشتوية 2023

## النتائج

### جدول الترتيب
| م  | الفريق            | لعب | ف  | ت  | خ  | أ.له | أ.ع | أ.ف | نقاط | التأهل أو الهبوط                    |
| -- | ----------------- | --- | -- | -- | -- | ---- | --- | --- | ---- | ----------------------------------- |
| 1  | الخالدية          | 22  | 12 | 6  | 4  | 45   | 23  | +22 | 42   | التأهل إلى كأس الاتحاد الآسيوي 2024 |
| 2  | المنامة           | 22  | 11 | 8  | 3  | 35   | 16  | +19 | 41   |                                     |
| 3  | المحرق            | 22  | 10 | 10 | 2  | 34   | 12  | +22 | 40   |                                     |
| 4  | الرفاع            | 22  | 11 | 6  | 5  | 37   | 20  | +17 | 39   |                                     |
| 5  | سترة              | 22  | 10 | 8  | 4  | 30   | 20  | +10 | 38   |                                     |
| 6  | الأهلي            | 22  | 7  | 10 | 5  | 24   | 23  | +1  | 31   |                                     |
| 7  | الحد              | 22  | 7  | 6  | 9  | 29   | 38  | −9  | 27   |                                     |
| 8  | الشباب            | 22  | 7  | 6  | 9  | 21   | 25  | −4  | 27   |                                     |
| 9  | الرفاع الشرقي (O) | 22  | 5  | 9  | 8  | 24   | 26  | −2  | 24   | التأهل إلى ملحق الهبوط              |
| 10 | الحالة (O)        | 22  | 5  | 6  | 11 | 22   | 34  | −12 | 21   | التأهل إلى ملحق الهبوط              |
| 11 | البحرين (R)       | 22  | 4  | 7  | 11 | 22   | 32  | −10 | 19   | الهبوط إلى الدرجة الثانية           |
| 12 | البديع (R)        | 22  | 1  | 2  | 19 | 10   | 65  | −55 | −1   | الهبوط إلى الدرجة الثانية           |

1. ↑  اعتبار البديع خاسر من الرفاع الشرقي 0-3 وتغريم النادي 1500 دينار بحريني (حوالي 4000 دولار أمريكي) وخصم 6 نقاط من رصيد الفريق بسبب انسحاب الفريق من أرضية الملعب قبل نهاية المباراة.[18]

### الترتيب حسب الجولة
| الفريق ╲ الجولة | 1        | 2  | 3  | 4  | 5  | 6  | 7  | 8  | 9  | 10 | 11 | 12 | 13 | 14 | 15 | 16 | 17 | 18 | 19 | 20 | 21 | 22 |   |
| --------------- | -------- | -- | -- | -- | -- | -- | -- | -- | -- | -- | -- | -- | -- | -- | -- | -- | -- | -- | -- | -- | -- | -- | - |
| الفريق ╲ الجولة | الخالدية | 10 | 4  | 2  | 2  | 3  | 3  | 2  | 2  | 2  | 2  | 4  | 4  | 2  | 2  | 2  | 3  | 2  | 3  | 3  | 2  | 1  | 1 |
| المنامة         | 8        | 12 | 10 | 7  | 4  | 5  | 4  | 4  | 4  | 3  | 2  | 1  | 1  | 1  | 1  | 1  | 1  | 1  | 1  | 1  | 2  | 2  |   |
| المحرق          | 1        | 1  | 1  | 1  | 1  | 1  | 1  | 1  | 1  | 1  | 1  | 2  | 3  | 3  | 3  | 2  | 4  | 2  | 2  | 4  | 3  | 3  |   |
| الرفاع          | 2        | 5  | 5  | 3  | 2  | 2  | 3  | 3  | 3  | 5  | 3  | 3  | 4  | 4  | 5  | 5  | 5  | 5  | 5  | 5  | 5  | 4  |   |
| سترة            | 9        | 11 | 6  | 8  | 8  | 6  | 7  | 6  | 6  | 4  | 5  | 5  | 5  | 5  | 4  | 4  | 3  | 4  | 4  | 3  | 4  | 5  |   |
| الأهلي          | 3        | 2  | 4  | 5  | 5  | 4  | 5  | 5  | 5  | 6  | 8  | 7  | 6  | 6  | 6  | 6  | 6  | 6  | 6  | 6  | 6  | 6  |   |
| الحد            | 12       | 6  | 8  | 6  | 6  | 7  | 10 | 7  | 7  | 7  | 6  | 8  | 8  | 7  | 7  | 8  | 8  | 9  | 8  | 7  | 7  | 7  |   |
| الشباب          | 11       | 3  | 3  | 4  | 7  | 9  | 8  | 10 | 11 | 11 | 11 | 11 | 11 | 10 | 10 | 7  | 7  | 7  | 7  | 8  | 8  | 8  |   |
| الرفاع الشرقي   | 5        | 7  | 7  | 11 | 11 | 11 | 9  | 11 | 10 | 9  | 9  | 9  | 9  | 9  | 8  | 10 | 9  | 10 | 10 | 10 | 9  | 9  |   |
| الحالة          | 4        | 10 | 9  | 10 | 10 | 10 | 6  | 9  | 9  | 8  | 7  | 6  | 7  | 8  | 9  | 9  | 10 | 8  | 9  | 9  | 10 | 10 |   |
| البحرين         | 7        | 9  | 12 | 9  | 9  | 8  | 11 | 8  | 8  | 10 | 10 | 10 | 10 | 11 | 11 | 11 | 11 | 11 | 11 | 11 | 11 | 11 |   |
| البديع          | 6        | 8  | 11 | 12 | 12 | 12 | 12 | 12 | 12 | 12 | 12 | 12 | 12 | 12 | 12 | 12 | 12 | 12 | 12 | 12 | 12 | 12 |   |

### جدول النتائج
| المضيف \ الضيف | الأهلي | البحرين | البديع | الحالة | الحد | الخالدية | الرفاع | الرفاع الشرقي | سترة | الشباب | المحرق | المنامة |
| -------------- | ------ | ------- | ------ | ------ | ---- | -------- | ------ | ------------- | ---- | ------ | ------ | ------- |
| الأهلي         | —      | 1–1     | 4–1    | 0–0    | 0–2  | 0–3      | 1–0    | 4–2           | 1–2  | 0–0    | 1–1    | 1–1     |
| البحرين        | 2–1    | —       | 2–0    | 2–1    | 1–4  | 1–1      | 0–1    | 2–4           | 3–1  | 2–3    | 0–0    | 0–1     |
| البديع         | 1–2    | 1–0     | —      | 0–2    | 0–1  | 0–6      | 0–7    | 0–0           | 1–3  | 0–2    | 1–5    | 1–4     |
| الحالة         | 0–3    | 1–0     | 1–1    | —      | 3–2  | 1–2      | 1–4    | 0–0           | 2–3  | 1–0    | 0–1    | 0–1     |
| الحد           | 1–1    | 2–2     | 2–1    | 1–2    | —    | 3–5      | 1–1    | 1–0           | 0–2  | 2–1    | 1–3    | 1–0     |
| الخالدية       | 0–1    | 1–0     | 5–1    | 2–2    | 4–0  | —        | 3–2    | 1–1           | 2–2  | 1–0    | 2–0    | 0–1     |
| الرفاع         | 1–1    | 3–0     | 2–0    | 3–1    | 3–1  | 3–1      | —      | 1–0           | 1–1  | 1–0    | 0–0    | 1–1     |
| الرفاع الشرقي  | 0–1    | 1–1     | 3–0    | 3–1    | 0–0  | 1–1      | 1–0    | —             | 1–0  | 0–1    | 1–1    | 1–1     |
| سترة           | 0–0    | 1–0     | 2–1    | 2–2    | 2–2  | 1–2      | 0–1    | 2–0           | —    | 2–0    | 1–0    | 0–0     |
| الشباب         | 0–0    | 3–2     | 3–0    | 1–0    | 2–2  | 0–1      | 2–2    | 1–0           | 1–1  | —      | 0–5    | 0–0     |
| المحرق         | 0–0    | 0–0     | 4–0    | 2–0    | 2–0  | 1–1      | 3–0    | 2–2           | 0–0  | 2–1    | —      | 1–0     |
| المنامة        | 5–1    | 1–1     | 5–0    | 1–1    | 3–0  | 2–1      | 1–0    | 5–3           | 0–2  | 1–0    | 1–1    | —       |

## ملحق الهبوط
في هذه النسخة من تصفيات الهبوط ينضم الفريقان التاسع والعاشر في الدوري البحريني الممتاز إلى الفريقين صاحبي المركزين الثالث والرابع من دوري الدرجة الثانية البحريني 2022-23 في مرحلة المجموعات المكونة من أربعة فرق حيث يتواجد كل فريق. يلعب كل منهما مع الآخر مرة واحدة. سيشارك أفضل فريقين في المجموعة للعب في نسخة 2023–24 من الدوري البحريني الممتاز وسيشارك أسوأ فريقين في المجموعة للعب في نسخة 2023–24 من دوري الدرجة الثانية البحريني. بدأت تصفيات الهبوط في 22 مايو ومن المقرر أن تنتهي في 30 مايو 2023.

### جدول الترتيب
| م | الفريق        | لعب | ف | ت | خ | أ.له | أ.ع | أ.ف | نقاط | التأهل أو الهبوط                     |
| - | ------------- | --- | - | - | - | ---- | --- | --- | ---- | ------------------------------------ |
| 1 | الرفاع الشرقي | 3   | 1 | 2 | 0 | 4    | 2   | +2  | 5    | Promotion to الدوري البحريني الممتاز |
| 2 | الحالة        | 3   | 1 | 2 | 0 | 3    | 2   | +1  | 5    | Promotion to الدوري البحريني الممتاز |
| 3 | الإتفاق       | 3   | 1 | 0 | 2 | 3    | 5   | −2  | 3    | Relegation to دوري الدرجة الثانية    |
| 4 | عالي          | 3   | 0 | 2 | 1 | 4    | 5   | −1  | 2    | Relegation to دوري الدرجة الثانية    |

### النتائج
| المضيف \ الضيف | الإتفاق | الرفاع الشرقي | الحالة | عالي |
| -------------- | ------- | ------------- | ------ | ---- |
| الإتفاق        | —       |               |        |      |
| الرفاع الشرقي  | 2–0     | —             | 1–1    | 1–1  |
| الحالة         | 1–0     |               | —      | 1–1  |
| عالي           | 2–3     |               |        | —    |

## إحصائيات الموسم

### قائمة الهدافين
آخر تحديث 19 مايو 2023.
| الترتيب | اللاعب (النادي) | الأهداف |
| ------- | --- | ------- |
| 1       | مهدي الحميدان (الخالدية) | 14      |
| 2       | مهدي عبد الجبار (المنامة) | 13      |
| 3       | تياغو أوغوستو (الحد) | 11      |
| 4       | عثمان الحاج (سترة) | 8       |
| 5       | جويل فينيسيوس (البحرين) إسماعيل عبد اللطيف سامي فريوي (الخالدية) أمين الشناينة (الرفاع) | 7       |
| 6       | كميل الأسود (الرفاع) إرنست بارفو (سترة) ماريو فونتانيلا (المحرق) محمد المرمور (المنامة) | 6       |
| 7       | أيمن الحرزي (الخالدية) هاشم سيد عيسى (الرفاع) سامي الحسيني (الرفاع الشرقي) سيدنا دابو مشعل العنزي (سترة) فيكتور أربوليدا (المحرق) إبراهيم الختال (المنامة) | 5       |
| 8       | جمال راشد حسن مدن (الأهلي) عبد العزيز خالد (الحالة) عبد الفتاح بشير عيسى جهاد (الحد) لويز فرناندو (الخالدية) سفيان مهروق عبد الوهاب المالود (المحرق) | 4       |
| 9       | عبد الله الحشاش عبد الله البحراني فينيسيوس فارغاس (الأهلي) ريكاردو فيرزا فريدريك أتشيمبونغ (البديع) ألان إينغا مالك بابا ديوب (الحالة) طلال الشروقي (الحد) علي حسن (الرفاع) حسين القصاب سيد جواد حيدر علي محمد (الشباب) سالم الدوسري (الرفاع الشرقي) أمين بنعدي محمد سولومبا (المحرق) محمد الحلاق (المنامة) | 3       |
| 10      | زكرياء الإسماعيلي (الأهلي) جونينيو حمزة صنهاجي وضاح محمود (البحرين) سلطان السلاطنة سيدو باري (البديع) ألان إينغا أمارا باغايوكو محمود الحايكي وليد الطيب (الحالة) محمد جمال محمد عبد الوهاب (الحد) أحمد بوغمار دومينيك مندي (الخالدية) أرتيوم سيرديوك (الأهلي 1 + الرفاع 1) جاسم الشيخ محمد الرميحي محمد مرهون (الرفاع) برينس أغريه (الخالدية 1 + الرفاع الشرقي 1) أوغينيي أونازي جاسم خليف (الرفاع الشرقي) بدر بشير (سترة) أحمد كوري فارس غطاشة (الشباب) عبد الله الخلاصي هشام العقبي وليد الحيام (المحرق) أحمد موسى (المنامة) | 2       |
| 11      | فيصل حجير ماركولينو (الأهلي) إبراهيم خضير أحمد راشد أحمد صالح عبد الرحمن يوسف عبد الله مبارك محمد عبد الرحمن ميشيل روشا ناجي فتحي (البحرين) الطيب بن زيتون (البديع) حسين حاجي علي جمال كوامي جبرين محمود الحايكي يحيى احمد (الحالة) سيد محمد عدنان عبد الرحمن أحمدي عبد الله السبيعي محمد خالد (الحد) زاهر الأغبري عبد الله الهزاع محمد الحردان (الخالدية) جاسم الحمدوني سعود العسم سيد مهدي باقر عدنان فواز علي حرم عمر المالكي ماورو برافو هزاع علي (الرفاع) حسن الكراني حسين الخياط حمزة عبد الله صالح راتب عبد العزيز الشيخ عبد الله شلال ليث هاشم محمد دعيج يوري ميسياس (الرفاع الشرقي) المعتصم بالله الهادي حمزة الهمامي علي العصفور فينسينت إيمانويل (سترة) إيباكيليكي هولريش سالم حسين سيد إبراهيم علوي سيد ضياء علوي فرانسيس إيميكا محمد فال هيرفي إيلام (الشباب) حمزة الجبن عبد الوهاب الصافي (المحرق) خليفة اللافي عيسى موسى محمد كامل (المنامة) | 1       |

### صناعة الأهداف
آخر تحديث 19 مايو 2023.
| الترتيب | اللاعب (النادي) | الصناعة |
| ------- | --- | ------- |
| 1       | محمد الحلاق (المنامة) | 12      |
| 2       | مهدي الحميدان (الخالدية) | 8       |
| 3       | أتون جوب (الحد) مشعل العنزي (سترة) سفيان مهروق هشام العقبي (المحرق) | 7       |
| 4       | طلال الشروقي (الحد) أيمن الحرزي (الخالدية) كميل الأسود (الرفاع) | 6       |
| 5       | حسن مدن (الأهلي) جاجا جويل فينيسيوس (البحرين) زاهر الأغبري سامي فريوي (الخالدية) جاسم الشيخ (الرفاع) أحمد ميرزا محمد المرمور (المنامة) | 5       |
| 6       | فهد جاسم مالك بابا ديوب (الحالة) إسماعيل عبد اللطيف (الخالدية) لويز فرناندو (الرفاع الشرقي 1 + الخالدية 3) دومينيك مندي (الخالدية) عثمان الحاج (سترة) أحمد الشروقي فيكتور أربوليدا (المحرق) أحمد موسى (المنامة) | 4       |
| 7       | عبد الله الحشاش مارسيلو أوغوستو (الأهلي) عبد العزيز الشيخ (الرفاع الشرقي 1 - البديع 2) عبد العزيز خالد (الحالة) عبد الله السبيعي (الحد) أمين الشناينة هاشم سيد عيسى (الرفاع) برينس أغريه سامي الحسيني (الرفاع الشرقي) إرنست بارفو سيدينا دابو (سترة) فارس غطاشة (الشباب) | 3       |
| 8       | أرتيوم سيرديوك جمال راشد فينيسيوس فارغاس (الأهلي) جونينيو عبد الله مبارك (البحرين) وليد الطيب (الحالة) عبد الرحمن أحمدي محمد عبد الوهاب يسري العرفاوي (الحد) محمد الحردان (الخالدية) صالح العشبان علي حرم محمد الرميحي محمد مرهون هزاع علي (الرفاع) حمزة عبد الله صالح راتب عمر دعيج يوري ميسياس (الرفاع الشرقي) المعتصم بالله الهادي بدر بشير علي العصفور فينسينت إيمانويل (سترة) أحمد كوري حسين القصاب علي محمد رضا (الشباب) عبد الله الخلاصي موزيس أتيدي (المحرق) إبراهيم الختال عيسى موسى (المنامة) | 2       |
| 9       | باقر العصفور عبد الله العريبي (الأهلي) أحمد صالح بيدرو فورلان سلمان السعدون محمد شريف محمد عبد الرحمن (البحرين) سلطان السلاطنة سلمان السيسي سيدو باري عثمان ساكي فريدريك أتشيمبونغ فيصل إبراهيم موريلو سوزا (البديع) أبوتشي نيكولاس أحمد كامل ألان إينغا حسين حاجي علي جمال علي عدنان قطب الدين محمد مبارك سالم (الحالة) سعد العامر عيسى جهاد محمد الطيب محمد فارس (الحد) أحمد عبد الله سليم أكعابا سيد ضياء سعيد محمد عادل محمد عنز (الخالدية) أحمد عبد القيوم جاسم الحمدوني حمد الشمسان علي جوهر علي حسن سعيد ماورو برافو وليد درارجة ياسين كريم (الرفاع) أحمد ضياء حسن الكراني حسين الخياط ليث هاشم (الرفاع الشرقي) سيد قاسم العلوي (سترة) حسين العكري حمد الدوسري سيد جواد حيدر سيد ضياء حسين محمود حسن هيرفي إيلام (الشباب) حسين جميل حمزة الجبن راشد الحوطي عبد الوهاب الصافي فابيو غاما ماريو فونتانيلا محمد سولومبا (المحرق) أحمد عمار فرانك كوني كامل كواية مهدي عبد الجبار (المنامة) | 1       |

### الشباك النظيفة
آخر تحديث 15 مايو 2023.
| الترتيب | اللاعب (النادي)                                                                     | الشباك النظيفة |
| ------- | ----------------------------------------------------------------------------------- | -------------- |
| 1       | سيد محمد جعفر (المحرق)                                                              | 10             |
| 2       | إبراهيم لطف الله (الأهلي) عباس أحمد (سترة)                                          | 9              |
| 3       | عمار محمد (المنامة)                                                                 | 8              |
| 4       | سيد شبر علوي (الخالدية) حمد الدوسري (الرفاع الشرقي 1 - الشباب 6)                    | 7              |
| 5       | عبد الكريم فردان (الرفاع)                                                           | 6              |
| 6       | محمد عبد الرحيم (الحالة) عبد الله الكعبي (الحد)                                     | 5              |
| 7       | يوسف حبيب (البحرين) إياد ناصر (الرفاع الشرقي)                                       | 3              |
| 8       | عمر سالم (البديع) سيد عباس جعفر (الشباب) أشرف وحيد (المحرق)                         | 2              |
| 9       | عبد الله افريح محمود العجيمي (الرفاع) راشد مكتوب (الرفاع الشرقي) محمد حسن (المنامة) | 1              |

### أفضل لاعب في الجولة
| - الجولة الأولى: إبراهيم لطف الله (الأهلي) - الجولة الثانية: طلال الشروقي (الحد) - الجولة الثالثة: مهدي الحميدان (الخالدية) - الجولة الرابعة: عبد الرحمن أحمدي (الحد) - الجولة الخامسة: إياد ناصر (الرفاع الشرقي) - الجولة السادسة: مهدي الحميدان (الخالدية) - الجولة السابعة: سفيان مهروق (المحرق) - الجولة الثامنة: سيد محمد جعفر (المحرق) - الجولة التاسعة: عيسى جهاد (الحد) - الجولة العاشرة: مهدي عبد الجبار (المنامة) - الجولة الحادية عشر: مهدي عبد الجبار (المنامة) | - الجولة الثانية عشر: فينيسيوس فارغاس (الأهلي) - الجولة الثالثة عشر: أيمن الحرزي (الخالدية) - الجولة الرابعة عشر: حسين القصاب (الشباب) - الجولة الخامسة عشر: سامي الحسيني (الرفاع الشرقي) - الجولة السادسة عشر: مهدي الحميدان (الخالدية) - الجولة السابعة عشر: إرنست بارفو (سترة) - الجولة الثامنة عشر: فيكتور أربوليدا (المحرق) - الجولة التاسعة عشر: سيدينا دابو (سترة) - الجولة العشرون: أحمد نبيل (المنامة) - الجولة الحادية والعشرون: أمين الشناينة (الرفاع) - الجولة الثانية والعشرون: حمد الدوسري (الشباب) |

### أفضل لاعب في الشهر
| - شهر نوفمبر: مهدي الحميدان (الخالدية) - شهر ديسمبر: مهدي الحميدان (الخالدية) - شهر يناير: مهدي عبد الجبار (المنامة) | - شهر فبراير: مهدي عبد الجبار (المنامة) - شهر مارس: مهدي الحميدان (الخالدية) - شهر مايو: مهدي الحميدان (الخالدية) |

## تشكيلة الفريق البطل
| الخالدية |
| الحراس: سيد شبر علوي؛ عبد الله الذوادي؛ عبد الله صقر. الدفاع: إبراهيم العبيدلي؛ أحمد بوغمار؛ سيد ضياء سعيد؛ عبد الله الهزاع؛ علي عبد الله؛ فيصل غازي؛ كميل العظم؛ كوستا مانيف؛ محمد الخلاقي؛ محمد عادل. الوسط: أيمن الحرزي؛ دومينيك مندي؛ زاهر الأغبري؛ سعد الدوسري؛ صلاح الشيبة؛ عبد الله عبد الغني؛ لويز فرناندو؛ محمد الحردان؛ محمد عنز؛ مهدي الحميدان. الهجوم: إسماعيل عبد اللطيف؛ سامي فريوي؛ سيف محمد. المدرب: داليبور ستاركيفيتش. انتقل من الفريق خلال الموسم: رافاييل أسيس (إلى النجمة); برينس أغريه (إلى الرفاع الشرقي); سيد محسن علي (إلى بوري); سليم أكعابا (إلى أم الحصم); غيلمين ريفاس (إلى ديبورتيفو لا غوايرا). |